# Idioma español en Belice
La presencia de la lengua española en Belice data del periodo virreinal de Nueva España. La migración producida por la Guerra de Castas de Yucatán ofreció la primera población numerosa hispanohablante en Belice. De los seis distritos que conforman la nación, tres son hispanohablantes por excelencia: Cayo, Corozal y Orange Walk. Tanto corozaleños como orangewalkeños descienden de esos yucatecos que encontraron refugio en suelo beliceño, mientras que los cayeños descienden de guatemaltecos y salvadoreños que huían de las guerras civiles. El resto de los distritos poseen población hispanohablante también, aunque en menor proporción. 
Este país formaba parte del Imperio español, que autorizó el establecimiento de colonos del Reino Unido de Gran Bretaña, quien controló de facto durante largo tiempo el territorio y lo incorporó formalmente como colonia cuando los territorios centroamericanos se independizaron de España.

## Demografía
El español se ha hablado ampliamente en Belice desde 1840, cuando refugiados mestizos y españoles llegaron a Belice desde Yucatán debido a la Guerra de Castas de ese lugar. Es la lengua materna de un 46 por ciento, y es hablada muy bien por más del 52% de los beliceños. La mayoría de los hispanos son de origen guatemalteco, salvadoreño y hondureño.
Los principales lugares de comunidades hispanas en Belice son los distritos Cayo, Corozal y Orange Walk, en los que la mayoría de la población es hispana. En la ciudad de Belice, el núcleo urbano con mayor población en el país, es frecuente su uso, junto al criollo beliceño. San Pedro, conocida mundialmente por la canción "La Isla Bonita", que hiciera popular Madonna en los años 1980, y que forma parte del distrito de Belice, cuenta con una población mayoritariamente hispanohablante. En las aldeas del norte de Belice (en los distritos de Orange Walk y Corozal), existe una forma pidginizada del idioma español llamada "Kitchen Spanish", que tiene una fuerte influencia del criollo beliceño, utilizada por personas cuyo idioma materno es distinto del español.
Por otro lado, el bilingüismo en español es fomentado, dado que la nación está rodeada de países hispanohablantes. 

### Número de hispanohablantes
Adicionalmente  en el año 2000, son 21.848 beliceños que declararon hablar el español a un nivel menor que "muy bien", lo que hace un total para ese año de 128.643 hablantes de español.
A pesar de que la lengua española es la lengua más utilizada en el país, no es oficial. Sin embargo, por porcentaje de hispanohablantes (ya que sobrepasan el 50% de la población), Belice pertenece indudablemente al vasto mundo hispano.
| Censo | Cantidad | Porcentaje |
| ----- | -------- | ---------- |
| 1991  | 80 886   | 43,8%      |
| 2000  | 106 795  | 52,1%      |
| 2010  | 165 296  | 56,6%      |

Hispanohablantes en Belice

## Fonología
- Como en toda América y partes de España, no hay distinción entre los fonemas /s/ y /θ/, siendo pronunciados como [s].
- Como es general en las tierras bajas de América y en la mitad sur de España, el fonema /s/ al en posición implosiva es típicamente aspirado siendo pronunciado como [h].
- El fonema /x/ es pronunciado como [h], al igual que en el Caribe.
- Los fonemas intervocálicos /b/ /d/ y /ɡ/ se pronuncian como oclusivas y no pasan a ser aproximantes en medio de una oración, hecho inusual entre los dialectos del español.
- No hay confusión entre /l/ y /r/, a diferencia del español caribeño.
- Como Belice está rodeado por México y Guatemala y fue habitado por pueblos mayas y náhuatl, el español beliceño adoptó la africativa alveolar sorda [t͡s] y el diptongo [tl] (originalmente /tɬ/) representados por los respectivos dígrafos <tz> y <tl> en préstamos de origen náhuatl, quetzal y tlapalería [t͡ɬapaleˈɾia]. Incluso palabras de origen griego y latino con <tl>, tales como Atlántico y atleta, son pronunciados con la africada: [aˈtlãn̪t̪iko̞], [aˈtle̞t̪a] (compárese [aðˈlãn̪t̪iko̞], [aðˈle̞t̪a] en España y otros dialectos en Hispanoamérica.)[5]
- El fonema /r/ al final de la sílaba puede ser pronunciado como /ɹ/, como influencia del inglés británico: "verso" se convierte en [ˈbeɹso], al lado de [ˈbeɾso] y [ˈberso]; "invierno" se convierte en [imˈbjeɹno], al lado de [imˈbjeɾno] e [imˈbjerno]; y "parlamento" se convierte en [paɹlaˈmento], al lado de [paɾlaˈmento] y [parlaˈmento].

## Morfología
Debido a la inmigración de países centroamericanos ocurre el voseo de manera similar a Guatemala, Honduras y El Salvador donde se da el voseo siendo el vos el pronombre que se usa en la mayoría de ocasiones de confianza íntima pudiendo variar dependiendo del origen del hablante ya que Belice es un país en el que la mayoría de su población es Latina pero siendo en algunos casos de países diferentes aunque en su mayoría son personas de otros países centroamericanos, príncipalmente guatemaltecos, hondureños, salvadoreños los que emigran a Belice siendo la mayoría de ellos guatemaltecos, por lo tanto el tú es un pronombre de confianza intermedia pudiendo tener diferentes usos dependiendo del origen del hablante pues en Guatemala el voseo está muy generalizado principalmente entre personas de edad y género similar.
El tuteo es formal y profesional pero no tan formal como el usted que se utiliza hacia las personas mayores o desconocidas. Entre las mujeres es frecuente el trato de tú, aunque emplean vos cuando ya existe mucha confianza entre ellas; mientras que en los hombres el uso de tú es mal visto, porque se le percibe como una forma de afeminamiento e incluso de homosexualidad. Entre personas de distinto género no ocurre el trato de vos a menos que haya confianza, suele usarse usted, tú es usado cuando se tiene el interés de una relación sentimental. Sin embargo, generalmente el uso de tú es utilizado con las formas verbales de vos.
Entre hermanos el trato de vos es generalmente recíproco. Las personas de mayor edad o autoridad suelen ser tratados de usted, mientras que estos tratan a los de menor edad o autoridad de vos, en Honduras pasa algo símilar pues predomina un sistema terniario, en el que vos es el tratamiento familiar o de confianza, tú el tratamiento de formalidad intermedia y usted el tratamiento más formal. El trato de tú es predominante en los medios de comunicación. El uso del tuteo es mal visto entre hombres, ya que no es muy común.
En El Salvador por otra parte predomina un sistema terniario, en el que vos es el tratamiento familiar o de confianza, tú el tratamiento de formalidad intermedia y usted el tratamiento más formal. En el ámbito más informal, predomina el trato de vos con las formas verbales de tú, aunque está muy extendido el uso de las formas verbales de vos, especialmente en imperativo.
Cabe destacar que el uso de usted y tú para el trato de confianza está muy extendido, sobre todo en personas mayores de 20 años, y supera al de vos en los 2 grupos de mayor edad (adultos y ancianos); mientras que en niños y adolescentes es universal el trato de vos. En el ámbito laboral se prefiere usted o tú, mientras que en el escolar se prefiere usted en la relación alumno-maestro (y viceversa), y vos entre los alumnos.
Generalmente se considera que el voseo indica «familiaridad». También se le considera «vulgar» y que su uso «no tiene un prestigio manifiesto».

## Enseñanza del español
Con el tiempo, la enseñanza de la lengua española en Belice ha ido alcanzando una notable importancia, siendo demandado por políticos y empresarios. Esto es debido tanto al aumento del número de hispanos en el país como al crecimiento de las relaciones comerciales entre Belice y el resto de los países de la Centroamérica continental, al hecho de que Belice se haya integrado en el llamado Sistema de Integración Centroamericano y a la introducción de la Universidad de Belice en el Consejo Superior Universitario de Centroamérica.
Así, en 1998, el español se convirtió en la segunda lengua obligatoria en secundaria y, en el 2000, ocurrió lo mismo en primaria. A pesar de ello, aún no hay instituciones públicas ni privadas que formen profesores en lengua española en Belice. Debido a eso, en primaria se introducen, en la enseñanza de español, profesores ya existentes en los colegios pero que, muchas veces, tienen un escaso conocimiento sobre la lengua, no pudiendo hablarla. Mientras que, en el caso de secundaria, se han ido introduciendo profesores hispanos que no están licenciados en la enseñanza de lenguas. Sin embargo, a pesar de ello y de la obligatoriedad del inglés en los colegios, los colegios situados a las fronteras de los países hispanos imparten sus clases en español, debido a la gran cantidad de hispanos residentes en los lugares fronterizos. Además, desde la fundación de la Universidad de Belice en el año 2000, la enseñanza de la lengua española se convirtió en una asignatura obligatoria en "todos los planes de estudios". Sin embargo, la mayoría de los alumnos beliceños que estudian el español, están en los niveles básicos. Solo un 30% de sus alumnos actuales tienen niveles avanzados o logran superar los exámenes de español. Esto puede deberse tal vez a que, aunque la mayoría de los estudiantes de español pueden hablar y expresarse fácilmente en dicha lengua, no saben leer ni escribir en español. Así pues, debido probablemente a la escasa formación de sus profesores de español en primaria y secundaria, la enseñanza de esta lengua en esos niveles educativos no garantiza el aprendizaje de la misma. 
También, la embajada de México proporciona en determinados momentos cursos de español, a los que asisten una media de entre 10 y 15 alumnos dentro del nivel inicial y otro grupo de alumnos de 7 a 10 personas dentro del nivel intermedio. Además, la alta comisión británica (siendo Belice miembro de la Mancomunidad de Naciones), está financiando un programa para permitir el estudio de la lengua española a los funcionarios del gobierno beliceño en Guatemala.